# Lista comunelor din Oum el-Bouaghi

Harta Algeriei cu provincia Oum el-Bouaghi evidențiată

Din provincia Oum el-Bouaghi fac parte următoarele comune:
- Aïn Babouche
- Aïn Béïda
- Aïn Diss
- Aïn Fakroun
- Aïn Kercha
- Aïn M'lila
- Aïn Zitoun
- Behir Chergui
- Berriche
- Bir Chouhada
- Dhalaa
- El Amiria
- El Belala
- El Djazia
- El Fedjouz Boughrara Saoudi
- El Harmilia
- Fkirina
- Hanchir Toumghani
- Ksar Sbahi
- Meskiana
- Oued Nini
- Ouled Gacem
- Ouled Hamla
- Ouled Zouaï
- Oum El Bouaghi
- Rahia
- Sigus
- Souk Naamane
- Zorg